# Ondrej Duda
Ondrej Duda, född 5 december 1994 i Snina, är en slovakisk fotbollsspelare som spelar för Hellas Verona sedan år 2023. Sedan 2013 tillhör han även Slovakiens landslag.
Dudas position på planen är offensiv mittfältare och Duda är högerfotad. Han har under sin professionella karriär tidigare spelat för FC VSS Kosice i sitt hemland Slovakien, i Legia Warsaw i Warszawa i Polen och från 2016–2020 i Hertha Berlin i Berlin i Tyskland innan han flyttade till 1. FC Köln. I Bundesliga har han sammanlagt spelat över 87 matcher och gjort över 18 mål i de båda klubbarna.